# Pośredniczka Wszelkich Łask
Pośredniczka Wszelkich Łask (łac. Mediatrix omnium gratiarum) – tytuł nadawany przez niektórych teologów oraz wiernych Kościoła rzymskokatolickiego Maryi, Matce Jezusa, wyrosły na gruncie przekonania wywodzącego się z różnych objawień i relacji zawartych w bogatej literaturze maryjnej, że Jezus udziela ludzkości wszelkich łask przez Maryję.
Tytuł ten znacznie rozszerza oficjalnie przypisywaną w teologii Kościoła katolickiego i Kościoła prawosławnego Maryi rolę Pośredniczki.
Sobór watykański II w konstytucji dogmatycznej Lumen gentium wyraził się o Maryi następująco: Dlatego też do Błogosławionej Dziewicy stosuje się w Kościele tytuły: Orędowniczki, Wspomożycielki, Pomocnicy, Pośredniczki (Propterea B. Virgo in Ecclesia titulis  Advocatae, Auxiliatricis, Adiutricis, Mediatricis invocatur). W konstytucji tej nie zastosowano jednak terminu Pośredniczki Wszelkich Łask. 
Kwestia zdogmatyzowania terminu Pośredniczka Wszelkich Łask w Kościele katolickim jest kwestią sporną wśród teologów tego Kościoła.